# Dead or Alive: Dimensions
Dead or Alive: Dimensions est un jeu vidéo de combat développé par Team Ninja et édité par Koei Tecmo. Il est disponible en France sur Nintendo 3DS depuis le 20 mai 2011. C'est le premier jeu DOA sur une console de Nintendo.

## Personnages
| Liste des personnages jouables                                                  | Liste des personnages jouables                                                                 | Liste des personnages jouables                                                                           |
| ------------------------------------------------------------------------------- | ---------------------------------------------------------------------------------------------- | --- |
| - Ayane - Bass Armstrong - Bayman - Brad Wong - Christie - Ein - Eliot - Gen Fu | - Genra / Omega - Hayate - Héléna Douglas - Hitomi - Jann Lee - Kasumi - Kasumi Alpha - Kokoro | - Leifang - Léon - Lisa Hamilton - Ryu Hayabusa - Shiden (personnage déblocable) - Tina Armstrong - Zack |

Sept personnages non jouables font des apparitions dans le jeu pour l'animation. Il s'agit de :
- Ayame : mère de Kasumi, d'Hayate et d'Ayane ;
- Victor Donovan : patron de Christie et de Bayman. Kasumi A le considère comme son père ;
- Irène Lew : compagne de Ryu Hayabusa, elle fait souvent des recherches sur les plans de DOATEC. Christie la kidnappera à la fin d'un chapitre mais après avoir été mise en échec par Hayabusa, elle libéra Irène ;
- Fame Douglas : patron de DOATEC jusqu'au jour où il est assassiné par Bayman. Sa fille Helena héritera de DOATEC ;
- Maria Barrett : une des maîtresses de Fame Douglas, mère d'Helena, elle sera assassinée sur scène par Christie, alors qu'elle et Helena chantaient, en voulant protéger cette dernière ;
- Anna : une des maîtresses de Fame Douglas, assassinée à la fin du dernier chapitre parce qu'elle avait assisté à l'assassinat de la mère d'Helena ;
- Miyako : mère de Kokoro et belle-mère d'Helena. Au début d'un combat, Helena annonce à Kokoro qu'elle est sa demi-sœur et lui dira « Si tu rentres vivante demande à Miyako » ;
- Samus Aran : apparaît dans le stage Centrale Géothermique.

## Système de jeu
DOAD reprend le même système de jeu que les précédents volets.
Le jeu se déroule dans diverses arènes de combat à l'intérieur desquelles les différents protagonistes doivent combattre jusqu'au KO de l'un des personnages significatif de victoire pour le survivant. Les combats se déroulent généralement en plusieurs manches ou rounds et il faut donc remporter un certain nombre de manches pour gagner. Les arènes sont interactives c'est-à-dire que les éléments du décor peuvent être utilisés pour remporter le combat (ex : en projetant un adversaire contre un arbre il perdra plus de point de vie) ce qui est l'un des éléments novateurs et intéressants. Il est bon de noter que la particularité du jeu est aussi de proposer des arènes sur plusieurs étages.

## Polémique
En mai 2011, le jeu a été accusé de pédopornographie virtuelle. La biographie de certains personnages indique qu'ils sont mineurs, or un mode permet au joueur de photographier les personnages sous tous les angles, y compris dans des positions et des tenues qui peuvent être très suggestives. Pour éviter toute polémique voire une interdiction du jeu, le distributeur Bergsala et Nintendo ont choisi de retirer le jeu de la vente en Suède, en Norvège et au Danemark,. Les distributeurs l'ont ainsi retiré de leur catalogue et ont remboursé les acheteurs qui l'avaient commandé. Selon Numerama, le jeu aurait aussi dû être interdit en France car « la loi française n’est pas plus souple que la loi suédoise en matière d’images pédopornographiques virtuelles ».